# Патара-Беглари
Патара-Беглари (груз. პატარა ბეგლარი, азерб. Bala Bəylər) — село Марнеульского муниципалитета, края Квемо-Картли республики Грузия со 100 %-ным азербайджанским населением. Находится на юге Грузии, на территории исторической области Борчалы.

## География
Граничит с такими сёлами как Диди-Беглари, Саимерло, Церетели, Алавари, Имири, Тамариси и Квемо-Кошакилиси.

## Население
По данным Государственного статистического комитета Грузии, согласно официальной переписи 2002 года, численность населения села Патара-Беглари составляет 395 человек и на 100 % состоит из азербайджанцев.

## Экономика
Население в основном занимается сельским хозяйством, овцеводством, скотоводством и овощеводством.

## Достопримечательности
- Мечеть
- Средняя школа